# ایجیریو گوسوکو
ایجیریو گوسوکو (به ژاپنی: 一領具足 Ichiryō gusoku) در تاریخ ژاپن گروهی از سامورایی‌های کشاورز بودند که به خاندان چوسوکابه در ولایت توسا خدمت می‌کردند. در زمان حکمرانی خاندان یامائوچی در قلمروی توسا امتیازات اجتماعی این گروه کاهش پیدا کرد و به نام گوشی (سامورایی) خوانده می‌شوند. گوشی‌ها فرودست تر از ملازمان و سامورایی‌های خاندان یامائوچی به‌شمار می‌آمدند.